# Lista över BM-traktormodeller

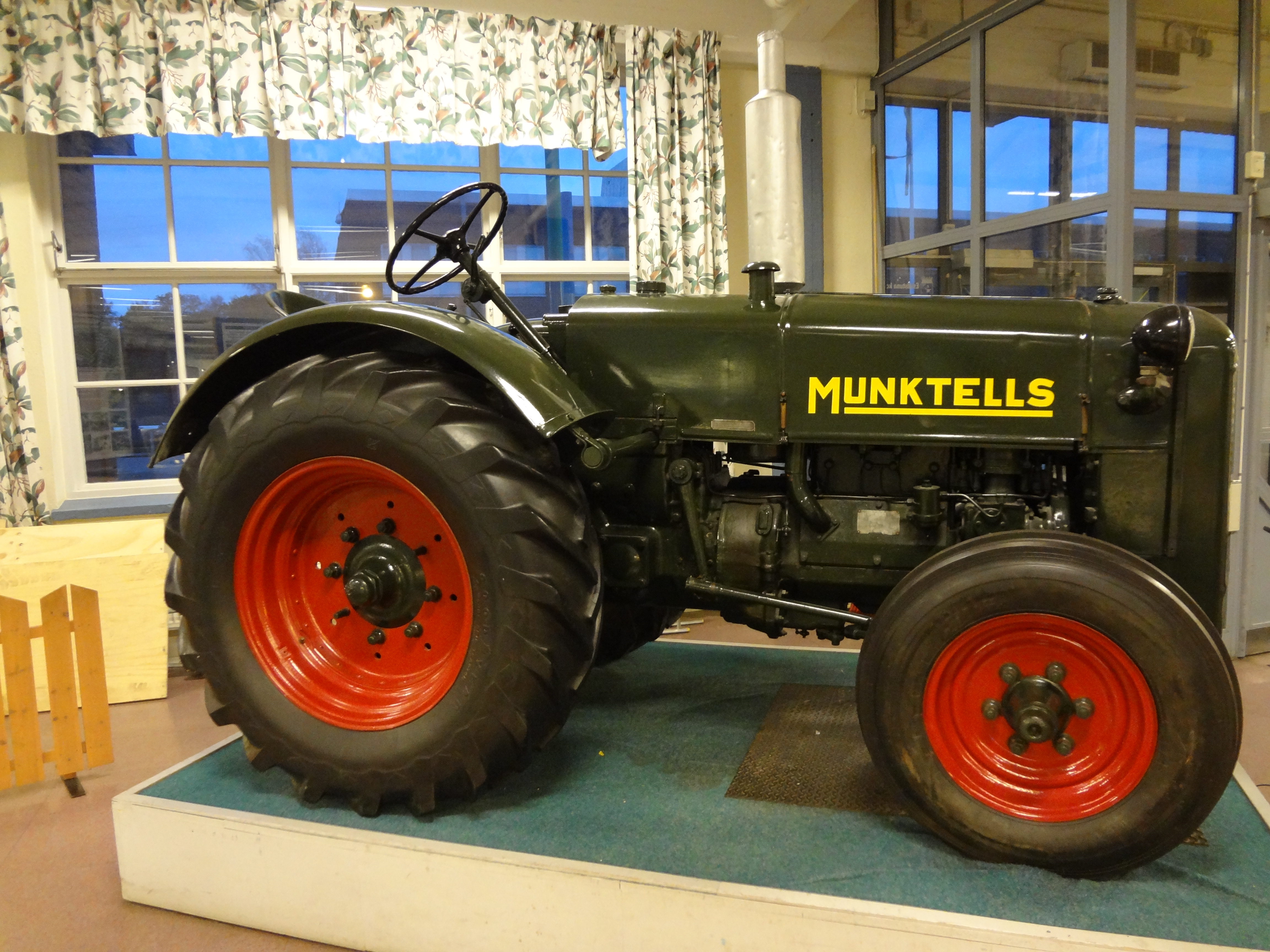
Bolinder-Munktell BM 20

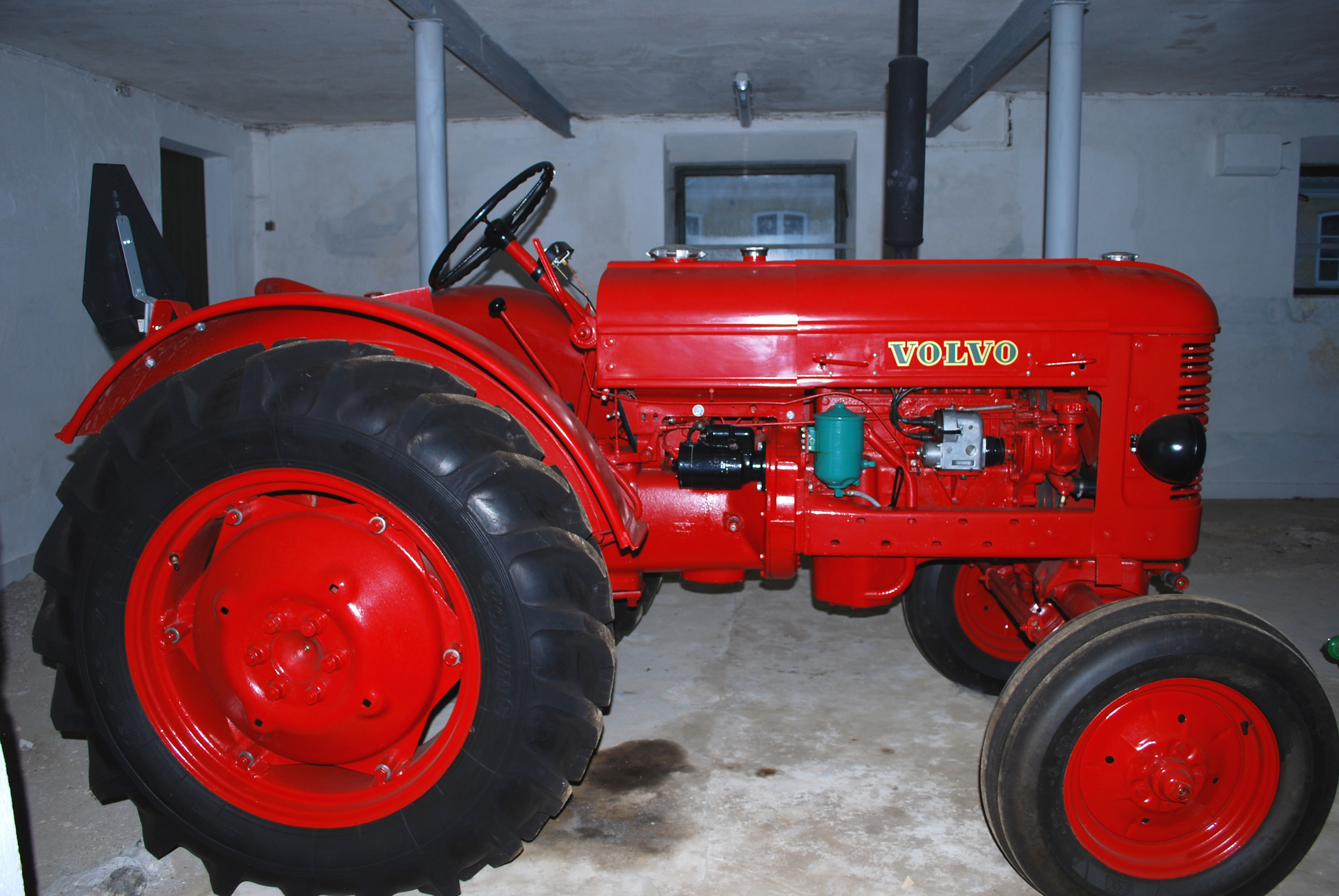
Volvo T 24-25

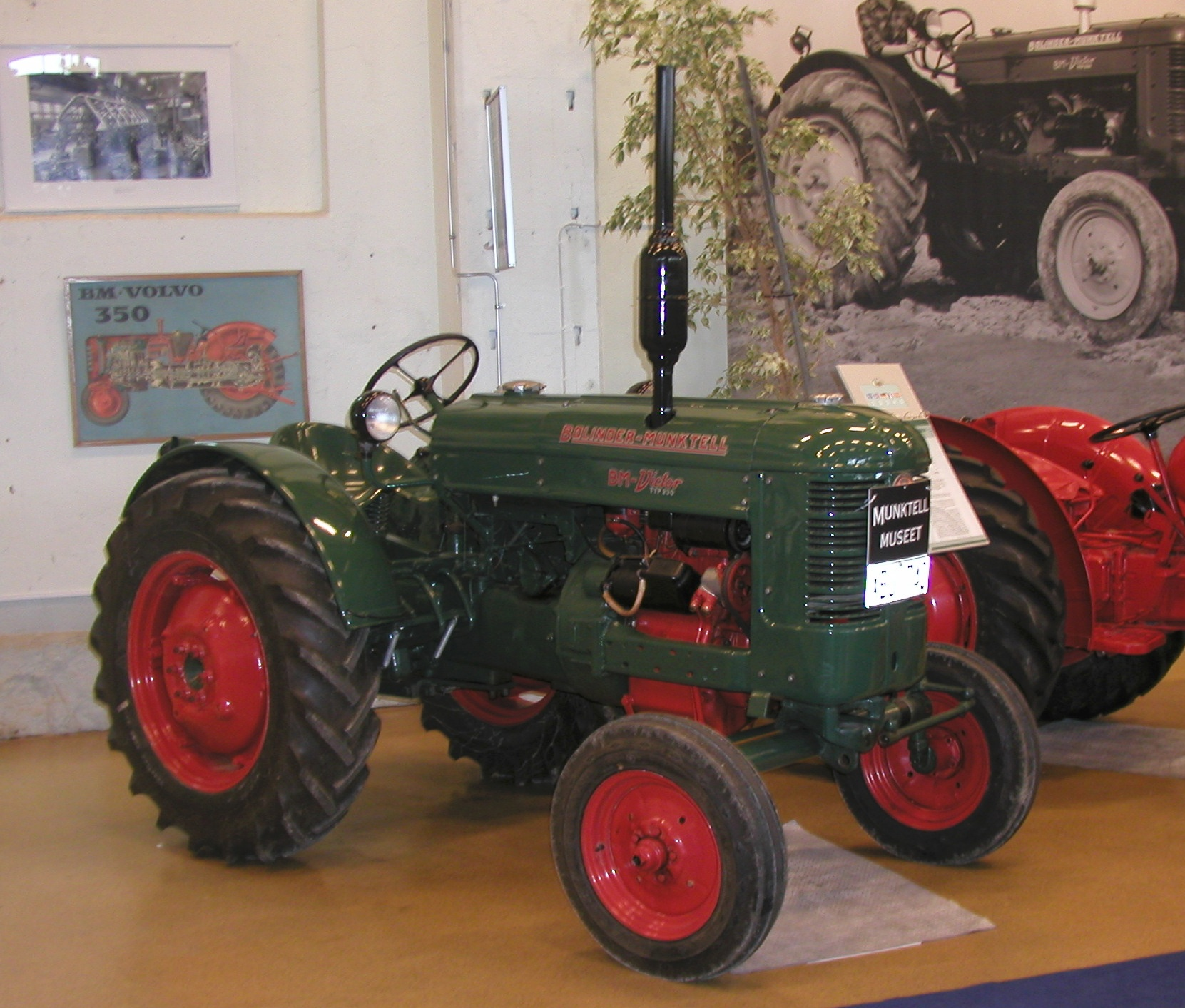
Bolinder Munktell 230 Victor

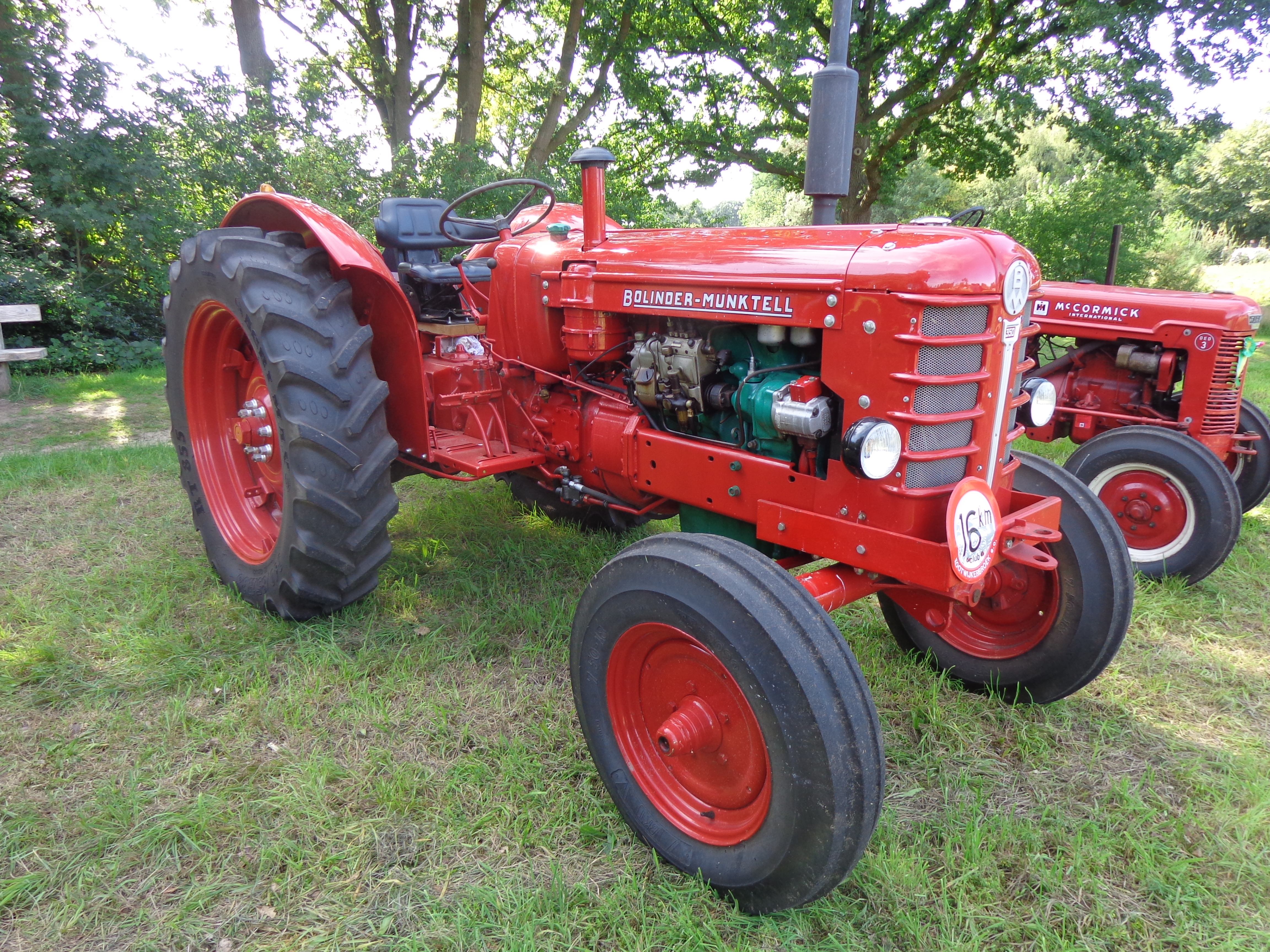
Bolinder-Munktell 350 Boxer

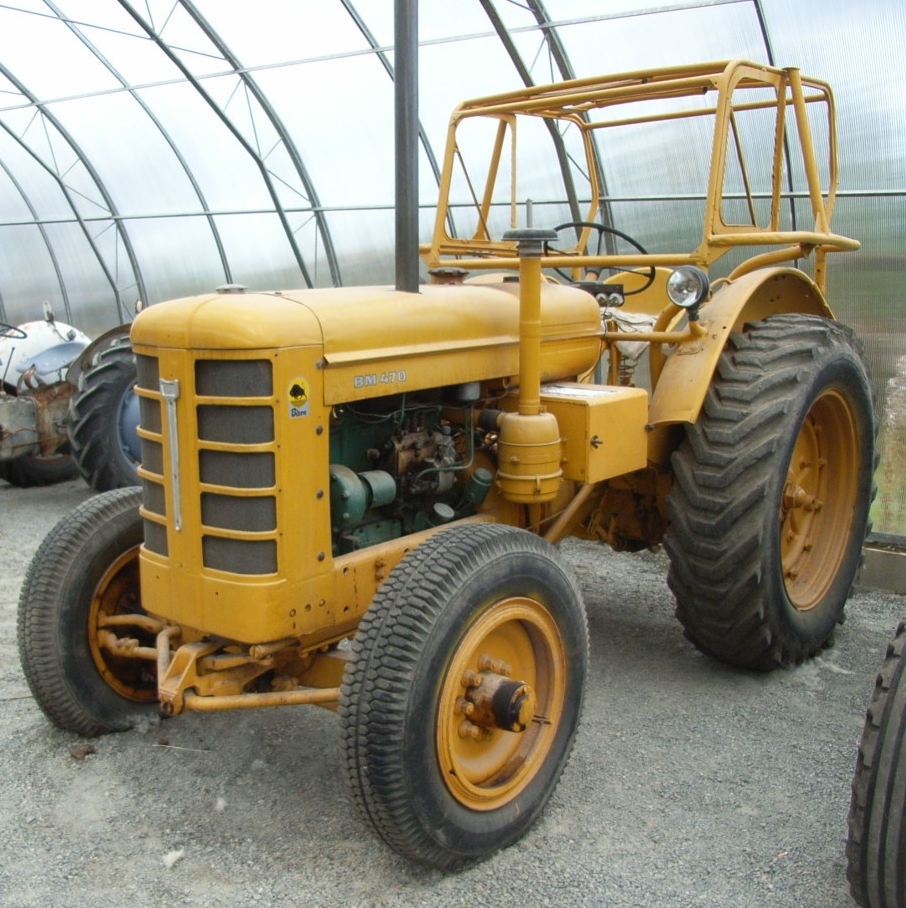
BM-Volvo T 470 Bison

## Munktells
- 30-40 hk (1913-15)
- 18-20 hk (1916)
- 20-24 hk (1917-20)
- Typ 22 (1921-34)
- Typ 30 (1927-35)
- Typ 25 (1934-38)

## Bolinder-Munktell
- BM 2 (1939-46)
- BM 3 (1939)
- BM 4 (1939-44)
- GBM 2 (1942)
- GBMV-1 (1944-45)
- BM 20 (1945-50)
- BM 21 (1951-52)
- BM 10 (1947-52)
- BM 200-210 Teddy (1954-59)
- BM 24-25 (1953-55)
- BM 31-34 (1954-57)
- BM 35-36 (1952-59)
- BM 55 (1953-59)
- BM 230 Victor (1955-61)
- BM 15 (1956)
- BM 425 Terrier (1957-62)
- BM 350 Boxer (1959-67)
- BM 470 Bison (1959-66)
- BM 320 Buster (1961-64)

## Volvo
- T 41-43 (1943-50)
- T 21 (1946-48)
- T 22-23 (1948-52)
- T 24-25 (1953-59)
- T 31-34 (1949-57)
- T 35-36 (1953-59)
- T 55 (1953-59)
- T 230 (1956-61)
- T 15 (1956)
- T 425 Krabat (1957-62)
- T 350 Boxer (1959-67)
- Volvo T 470 Bison (1959-66)
- T 320 Buster (1961-64)

## BM-Volvo
- T 350 Boxer (1959-67)
- T 470 Bison (1959-66)
- T 320 Buster (1961-64)
- T 400 Buster (1964-69)
- T 430 (1969-73)
- T 600 (1966-70)
- T 650 (1970-73)
- T 800 (1966-73)
- T 810-814 (1969-73)

## Volvo BM
- T 430 (1973-78)
- T 500 (1975-78)
- T 650 (1973-82)
- T 700 (1976-82)
- T 800 (1973-79)
- T 810-814 (1973-79)
- 22-serien (1978-81)
- Volvo BM 2650/2654 (1979-83)

## Volvo BM Valmet
- 305/405 (1985-86)
- 505/605/705/805 (1983-86)
- 2005/2105 (1985-86)